# Turbinicarpus viereckii

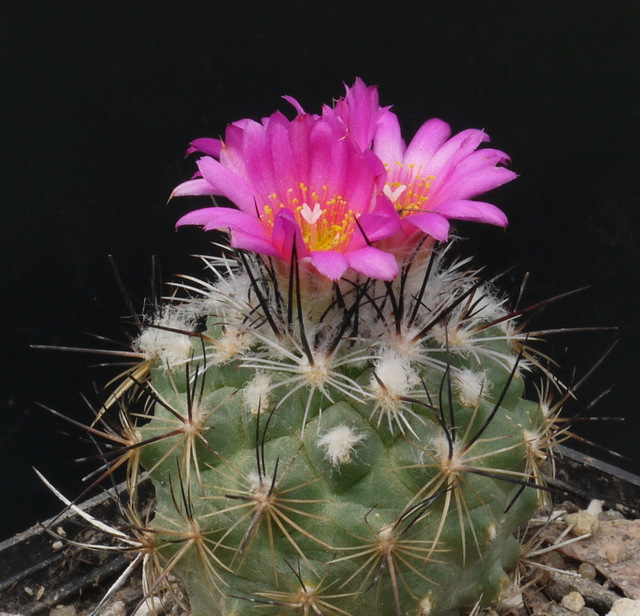
Turbinicarpus viereckii ssp. neglectus, LAU1159, Sierra Salamanca, Tamaulipas

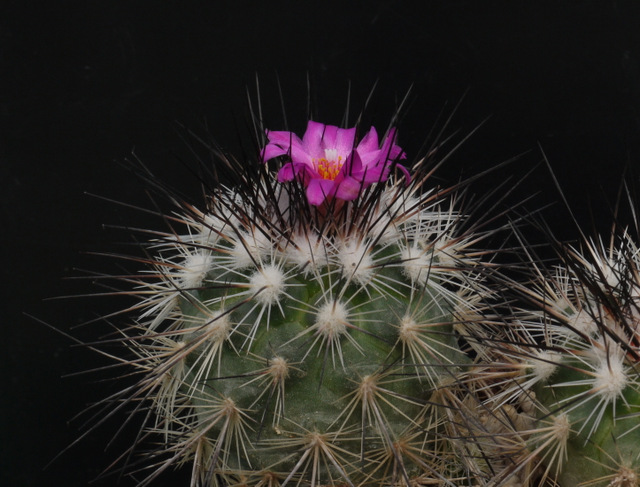
Turbinicarpus viereckii, Los Ebanos, Tamaulipas

Turbinicarpus viereckii ist eine Pflanzenart in der Gattung Turbinicarpus aus der Familie der Kakteengewächse (Cactaceae). Das Artepitheton viereckii ehrt den deutschen Pflanzensammler Hans-Wilhelm Viereck.

## Beschreibung
Turbinicarpus viereckii wächst einzeln oder in Gruppen mit blaugrünen, kugelförmigen bis kugelförmig-zylindrischen Körpern und hat Faserwurzeln. Die im Scheitel weiß bewollten Körper erreichen Wuchshöhen von 2 bis 7 Zentimetern und Durchmesser von 3 bis 6,5 Zentimeter. Ihre mehr oder weniger konischen Höcker sind 5 bis 6 Millimeter hoch. Es sind 3 bis 5 abstehende, gerade, schlanke Mitteldornen mit einer Länge von 7 bis 20 Millimetern vorhanden, die weiß mit einer dunkleren Spitze sind. Die 13 bis 22 ausstrahlenden Randdornen sind weiß, gerade und 8 bis 13 Millimeter lang.
Die Blüten sind entweder magentafarben mit einem weißen Schlund oder vollständig weiß. Sie sind 1,5 bis 3 Zentimeter lang und weisen Durchmesser von 1,5 bis 3 Zentimetern auf. Die leicht verlängerten, bräunlichen grünen Früchte sind 5 bis 8 Millimeter lang.

## Systematik, Verbreitung und Gefährdung
Turbinicarpus viereckii ist in den mexikanischen Bundesstaaten Tamaulipas, Nuevo León und San Luis Potosí verbreitet.
Die Erstbeschreibung als Echinocactus viereckii erfolgte 1931 durch Erich Werdermann. Václav John und Jan Říha (* 1947) stellten die Art 1983 in die Gattung Turbinicarpus. Weitere nomenklatorische Synonyme sind Neolloydia viereckii (Werderm.) F.M.Knuth (1936), Thelocactus viereckii (Werderm.) Borg (1937), Thelocactus viereckii (Werderm.) Werderm. (1939, nom. illeg.), Gymnocactus viereckii (Werderm.) Backeb. (1951) und Pediocactus viereckii (Werderm.) Halda (1998).
Es werden die folgenden Unterarten unterschieden:
- Turbinicarpus viereckii subsp. major (Glass & R.A.Foster) Glass
- Turbinicarpus viereckii subsp. neglectus D.Donati & Zanov.[4]
- Turbinicarpus viereckii subsp. reconditus Labhart[5]
- Turbinicarpus viereckii subsp. viereckii

Turbinicarpus viereckii wird in Anhang I des Washingtoner Artenschutz-Übereinkommen geführt. In der Roten Liste gefährdeter Arten der IUCN von 2002 wurde sie als „Near Threatened (NT)“, d. h. gering gefährdet eingestuft. Im Jahr 2013 wird die Art als „Least Concern (LC)“, d. h. nicht gefährdet geführt.

## Nachweise